# Katsuya Ogawa

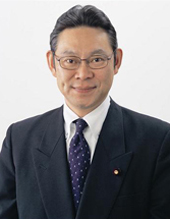
Katsuya Ogawa

Katsuya Ogawa (jap. 小川 勝也, Ogawa Katsuya; * 7. Juli 1963 in Wassamu, Landkreis Kamikawa, Hokkaidō) ist ein japanischer Politiker (NFP→DPJ→DFP→parteilos/KDP-Fraktion) und war von 1995 bis 2019 Abgeordneter im Sangiin, dem Oberhaus des japanischen Parlaments, für Hokkaidō.
Ogawa, Absolvent der rechtswissenschaftlichen Fakultät der Nihon Daigaku, arbeitete nach seinem Studienabschluss als Sekretär des Shūgiinabgeordneten Kunio Hatoyama. Bei der Sangiin-Wahl 1995 trat Ogawa selbst als Kandidat der Neuen Fortschrittspartei in Hokkaidō (zwei Mandate) an und wurde mit dem zweithöchsten Stimmenanteil hinter Hisamitsu Sugano (SPJ) erstmals ins Parlament gewählt. 1996 trat er der DPJ bei, für die er 2001, 2007 und 2013 jeweils für sechs weitere Jahre bestätigt wurde. Im Sangiin war er unter anderem Vorsitzender des Landwirtschaftsausschusses (2011–2012) und des Grundlagenausschusses (2014–2016).
Nach der Regierungsübernahme der Demokraten 2009 war Ogawa zunächst Sonderberater der Premierminister Hatoyama und Kan für die Förderung ländlicher Regionen (農山漁村地域活性化, nōsangyōson chiiki kasseika, wörtlich „Aktivierung von Gebieten mit Bauern-, Berg- und Fischerdörfern“). Von Januar bis September 2011 war Ogawa im umgebildeten Kabinett Kan als Nachfolger von Jun Azumi, der den Vorsitz im DPJ-Komitee für Parlamentsangelegenheiten übernahm, „Vizeminister“ im Verteidigungsministerium.
Von 2016 bis 2017 war Ogawa Generalsekretär der DFP-Fraktion. Zur Sangiin-Wahl 2019 trat Ogawa nicht mehr für eine Wiederwahl an.